# Ньивенхёйзен, Анри Жозеф Бернар ван ден
Анри Йозеф Бернар ван ден Ньивенхёйзен (фр. Henri Joseph Bernard van den Nieuwenhuysen; 20 августа 1756, Мехелен (Австрийские Нидерланды) — 1 июня 1817, Мехелен, Объединённое королевство Нидерландов) — бельгийский художник.

## Биография
Ученик Гийома Херренса, ван ден Ньивенхёйзен всю свою жизнь работал в родном городе Мехелене, представляя собой яркий пример провинциального портретиста рубежа XVIII и XIX столетий. Он был видным членом местной Мехеленской академии искусств и наук (такие академии существовали в те дни в целом ряде городов Франции и Бельгии), многократно награждался ежегодными премиями этой академии.
Ван ден Ньивенхёйзен имел в Мехелене собственную мастерскую и учеников, самым известным из которых был Жан-Батист Жозеф Деба-старший. Творческое наследие ван ден Ньивенхёйзена в основном представлено портретами, в том числе семейными, а также миниатюрами и религиозными сценами.

## Галерея

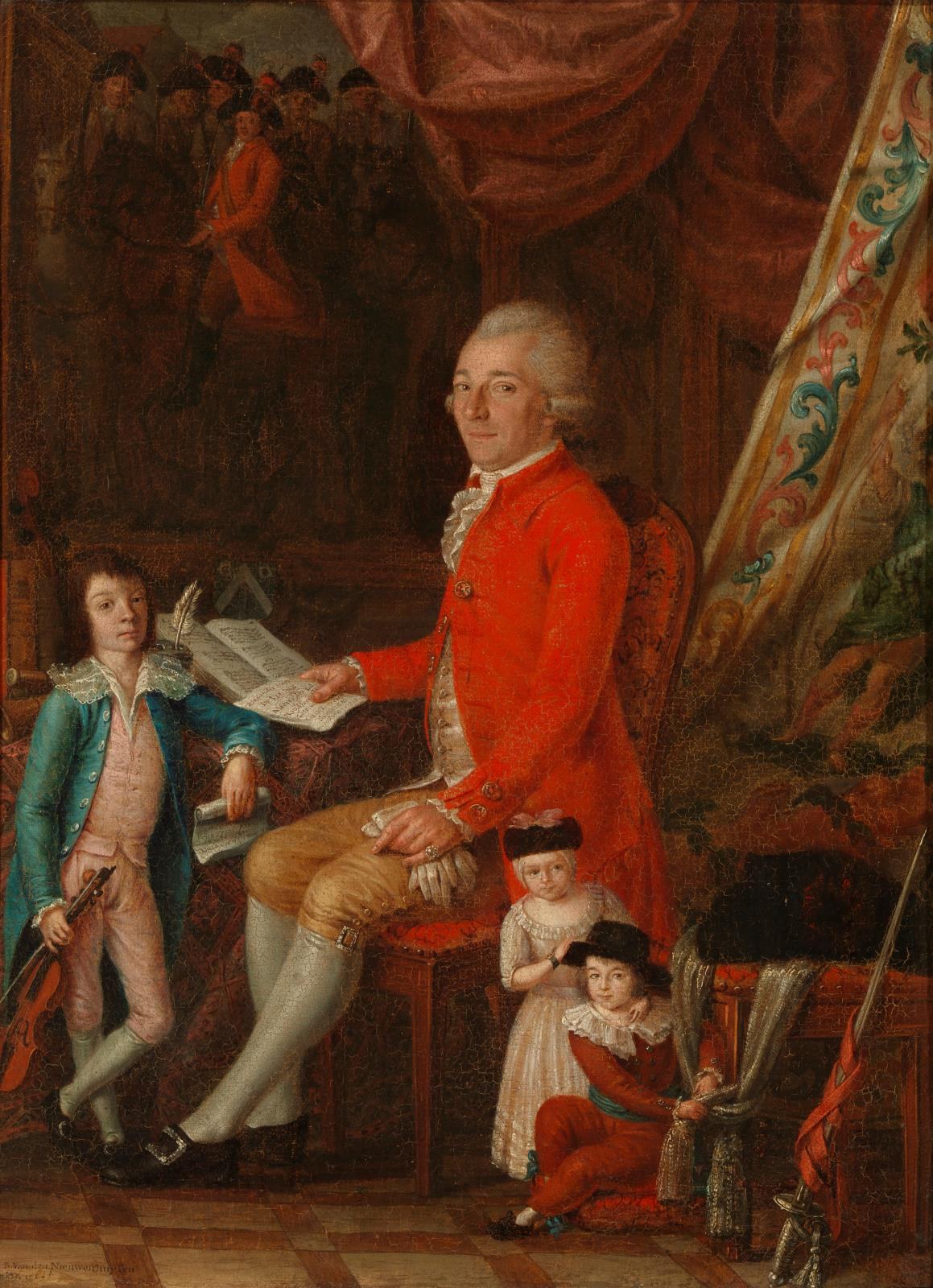
Портрет Александра Жозефа де Вильдера с семьёй.
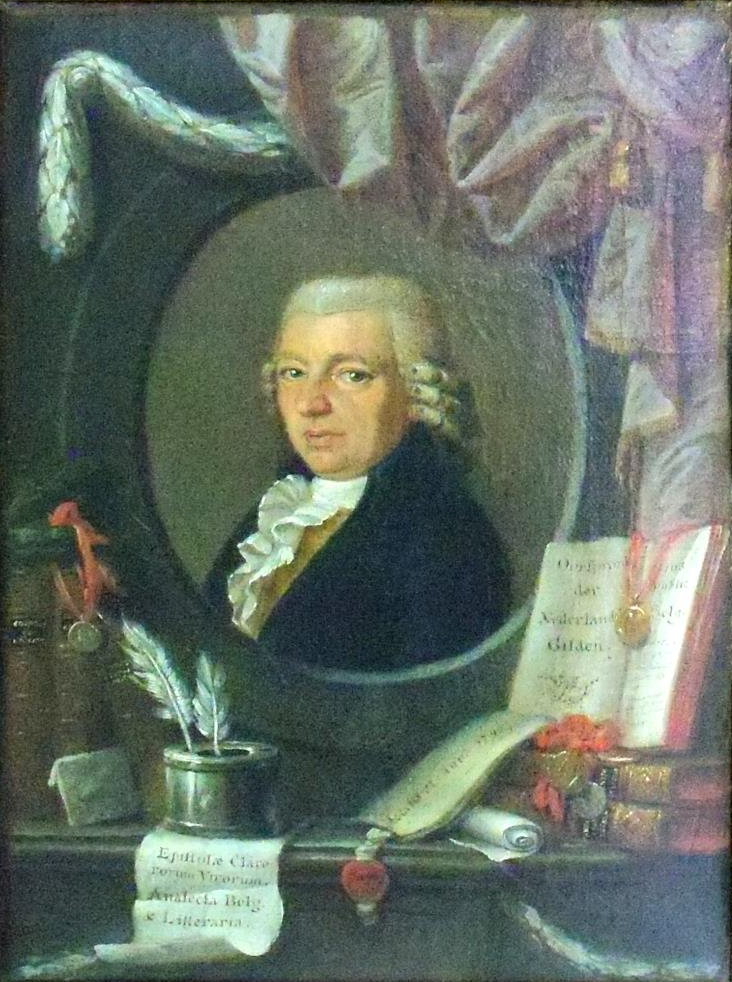
Портрет Вильяма Верховерна.
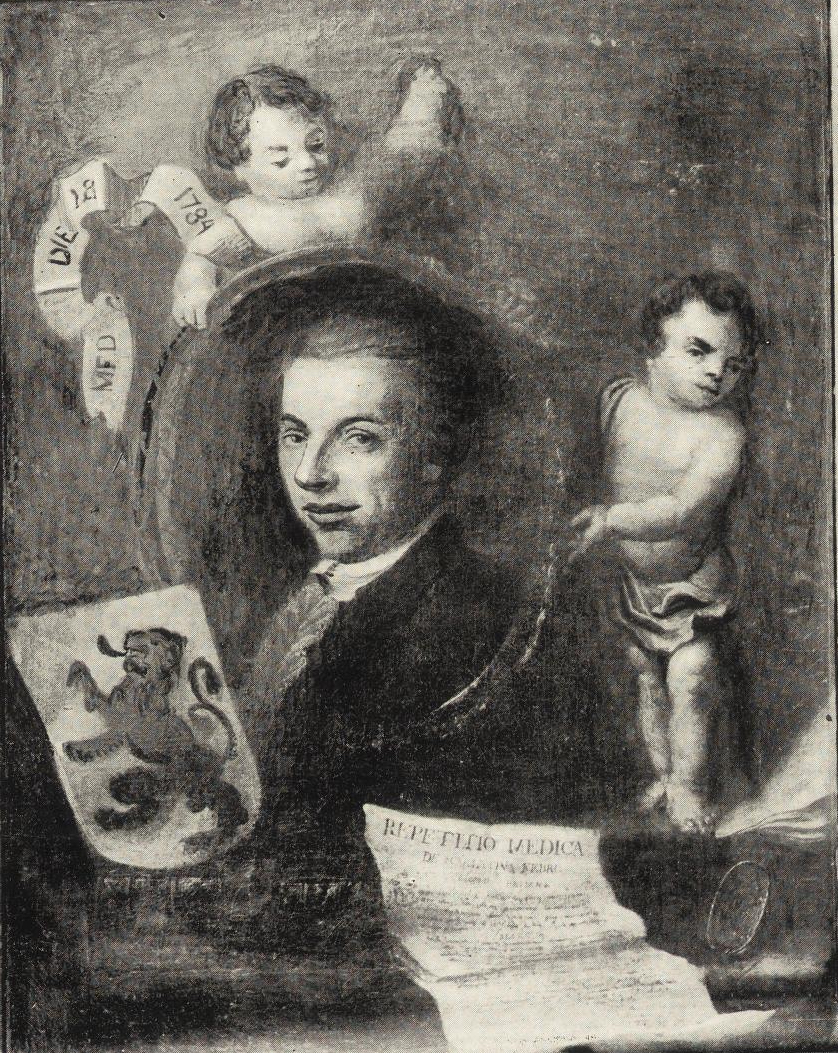
Портрет Жана-Мишеля ван ден Ньивенхёйзена.
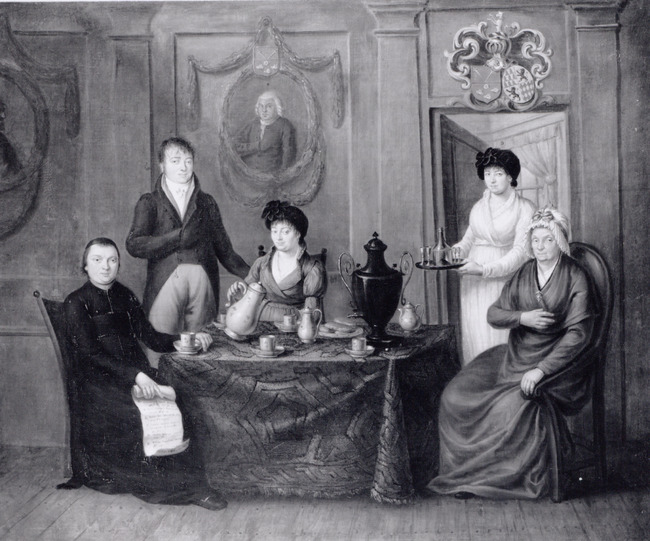
Портрет семьи Якобуса Моонса и Анны Элизабет Пеетерс.